# Mira Luoti
Mira Anna Maria Luoti (née le 28 février 1978 à Pori en Finlande) est une chanteuse, actrice et poétesse finlandaise. Elle a été une soliste du groupe PMMP et compose de nombreuses musiques de films.

## Biographie
En 2002, Mira Luoti rencontre la chanteuse Paula Vesala (en) au casting de l'émission de téléréalité Popstars, qui vise à former un groupe pop composé de femmes. Toutes deux abandonnent la compétition peu de temps avant la finale et forment leur propre groupe, PMMP, dans lequel Mira Luoti chante de fin 2002 à octobre 2013.
Mira Luoti est membre du jury du concours de chant finlandais Idols (en) en 2011 à Kuopio. À l'automne 2013, elle organise le concours de chant The Voice Kids (fi) avec Elastinen et Krista Siegfrids.  Au printemps 2015, Mira Luoti participe à la deuxième saison de l'émission Tähdet, tähdet, mais abandonne la compétition après le troisième tour. 
En janvier 2016, Mira Luoti sort son premier single solo, Pinnan alla, (Sous la surface), suivi de Puhu mulle hulludesta, Musta laatikko (boîte noire), Lähiölaulu (chanson de banlieue), Tunnelivisio (vision du tunnel) et Sitä tipahtaa pimeyteen puis de l'album Tunnelivision, réalisé avec Arto Tuunela.
Elle participe à de nombreuses musiques de films et joue son propre rôle dans Dilemma feat. Mira Luoti: Kuuletko. En 2019, elle fonde le Underground Army Band avec Jouni Hynysen . 
Mira Luoti a deux enfants avec son mari Kristian Björk. Le couple divorce en 2012. Elle a un troisième enfant avec son compagnon Mika «AH» Haapasalo en 2014.

## Discographie

### Albums
- Tunnelvisio (2016)
- Haureuden valtatiel (2019)
- I (2020) avec Maanalainen armeija et Jouni Hymynen

### Singles
- 2016 : Pinnan alla
- 2016 : Puhu mulle hulluudesta
- 2016 : Lähiölaulu
- 2016 : Sitä tipahtaa pimeyteen
- 2017 : Meikkaava messias
- 2017 : Menolippu
- 2017 : Seinän läpi
- 2018 : Kesäkatu
- 2018 : Huonoo seuraa
- 2018 : Ei paniikkia
- 2018 : Kun me discossa suudeltiin
- 2018 : Olette kauniita
- 2018 : Perhosten yö
- 2018 : Jää
- 2018 : Harakiri
- 2019 : Emmä kysy
- 2019 : Plää plää plää
- 2019 : Yksi syy
- 2019 : DNA
- 2019 : Variksenpelätin
- 2019 : Unelmien joulu (Anna laulu lahjaksi)
- 2019 : Rakkaus elää
- 2020 : Miekkataksi

## Filmographie (bandes originales)
- 2003 : Vieraalla maalla
- 2013 : Suomi on ruotsalainen
- 2015-2016 : SuomiLOVE
- 2017 : Napapiirin sankarit 3
- 2017 : Rendel
- 2017 : Tähdet, tähdet
- 2017 : Posse
- 2018 : HasBeen
- 2018 : Gaala
- 2018-2019 : Vain elämää
- 2020 : Posse (suite)
- 2020 : Joonas Nordman Show
- 2020 : Masked Singer Suomi